# Mkilua fragrans
Mkilua fragrans är en kirimojaväxtart som beskrevs av Bernard Verdcourt. Mkilua fragrans ingår i släktet Mkilua och familjen kirimojaväxter. Inga underarter finns listade i Catalogue of Life.

## Bildgalleri

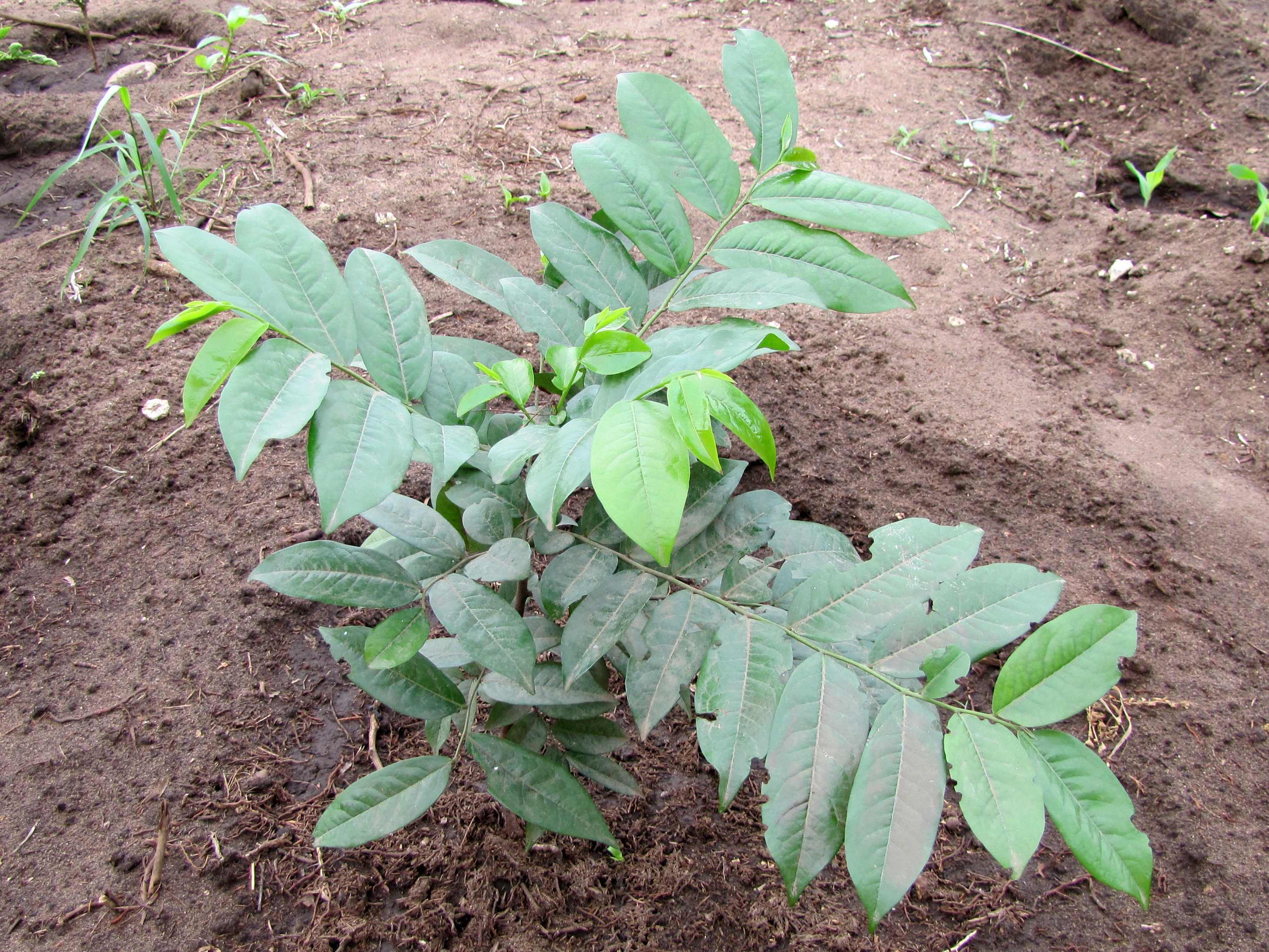